# Física d'astropartícules
La Física d'Astropartícules  o  Astrofísica de Partícules  és un camp relativament recent d'investigació que es dedica a l'estudi de les partícules elementals d'origen astrofísic. Està molt relacionat amb els camps de la física de partícules, l'astrofísica i la cosmologia.
Algunes de les preguntes a les que intenta respondre són les següents: De què està fet l'Univers? Tenen els protons una vida finita? Quines són les propietats dels neutrins?, Com influeixen els neutrins en l'evolució de l'Univers?, Què ens diuen sobre l'interior del Sol, la Terra o les supernoves? Quin és l'origen dels raigs còsmics? Quin aspecte té el cel a energies extremes? Quina és la naturalesa de la gravetat?, Podem detectar ones gravitatòries?

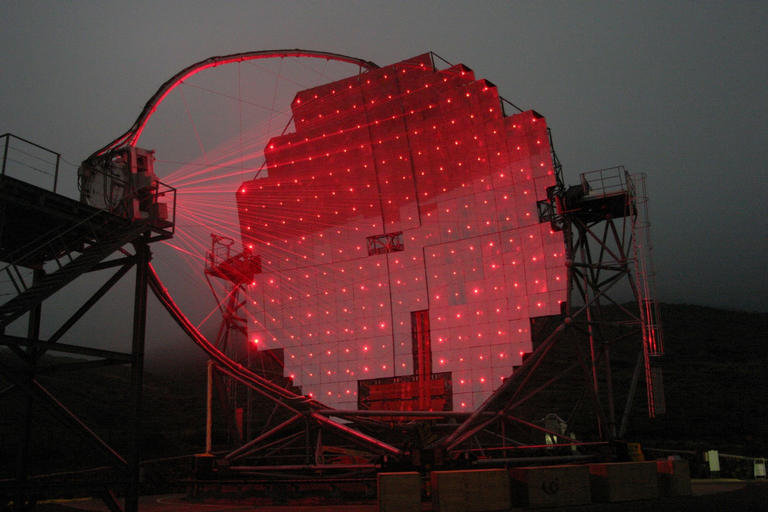
Un detector de Astropartícules: el telescopi MAGIC a l'illa canària de La Palma.

La seva ràpida expansió ha portat a aquest camp al disseny de nous tipus d'infraestructura: laboratoris subterranis, complexos de detectors en altes muntanyes o en l'espai, o detectors sota el mar o el gel de l'Antàrtida. Els anomenats  cinc pilars de les Astropartícules  són els detectors de:
- Raigs gamma de molt alta energia, com els telescopis MAGIC o HESS.
- Raigs còsmics, com el detector Auger.
- Neutrinos, com els detectors Antares o IceCube.
- Ones gravitacionals, com els experiments LIGO o LISA.
- Matèria fosca, com DAMA, XENON o CRESST.